# Luật hiến pháp
Luật Hiến pháp là một ngành luật gồm tổng thể các quy phạm pháp luật điều chỉnh những quan hệ cơ bản về tổ chức quyền lực Nhà nước, về chế độ chính trị, kinh tế, văn hóa - xã hội, chế độ bầu cử, quyền và nghĩa vụ của công dân, về quốc tịch,... Đây là ngành luật chủ đạo, cơ bản nhất trong hệ thống pháp luật của một quốc gia, nó điều chỉnh những quan hệ xã hội quan trọng nhất, cơ bản nhất và tất cả những ngành luật khác đều hình thành trên những nguyên tắc của hiến pháp. Nguyên thủy của Luật Hiến pháp chỉ điều chỉnh hai vấn đề cơ bản là cách thức tổ chức bộ máy nhà nước và quyền công dân. Qua quá trình phát triển của lịch sử, cùng với việc nhà nước ngày càng can thiệp sâu vào đời sống kinh tế - xã hội - văn hóa, phạm vi điều chỉnh của Luật Hiến pháp ngày càng rộng rãi, bao gồm tất cả những quan hệ cơ bản, quan trọng của một quốc gia bên cạnh lĩnh vực tổ chức nhà nước như cơ sở kinh tế, chính trị, cơ sở văn hóa,... đây cũng là một điểm đặc trưng của Luật Hiến pháp theo trường phái Xã hội chủ nghĩa.

## Thuật ngữ
Dưới góc độ khoa học pháp lý, thuật ngữ Luật Hiến pháp được hiểu dưới ba góc độ khác nhau:
1. Luật Hiến pháp là một ngành luật. Khi chúng ta tiếp cận dưới góc độ là một hệ thống pháp luật để xem xét về vị trí, vai trò, nội dung, đối tượng và phương pháp điều chỉnh của một bộ phận hợp thành thì Luật Hiến pháp được hiểu là một ngành luật độc lập. Theo cách tiếp cận như vậy, Luật Hiến pháp được hiểu là hệ thống các quy phạm pháp luật của mỗi nước điều chỉnh những vấn đề cơ bản của chế độ xã hội, tổ chức và hoạt động của các cơ quan Nhà nước từ trung ương đến địa phương và địa vị pháp lý cơ bản của con người và của công dân.[4]
2. Luật Hiến pháp là một bộ môn khoa học luật. Khi đặt trong mối quan hệ với hệ thống các khoa học pháp lý để xác định vị trí, vai trò, nội dung, đối tượng và phương pháp nghiên cứu của một lĩnh vực khoa học.
3. Luật Hiến pháp là một môn học về luật. Khi chúng ta xem xét từ góc độ nội dung, tính chất và mục đích tác động tới một đối tượng cụ thể nhằm trang bị những tri thức cơ bản nhất về Luật Hiến pháp.[5] Tại Việt Nam hiện nay, Luật Hiến pháp là một môn học chính thức được đưa vào chương trình giảng dạy ở trường Đại học Luật Hà Nội, trường Đại học Kinh tế - Luật trực thuộc Đại học quốc gia TP.HCM[6], trường Đại học Luật Thành phố Hồ Chí Minh, Khoa Luật trực thuộc Đại học Quốc gia Hà nội (trước kia là khoa Luật thuộc trường Đại học Khoa học xã hội và nhân văn),học viện toà án (đào tạo cán bộ đặc biệt cho ngành toà án Việt Nam), trường Đại học Mở Thành phố Hồ Chí Minh, trường Đại học Công Đoàn, trường Đại học Nội Vụ và khoa Luật của các trường Đại học khác.

## Lịch sử hình thành và phát triển của Luật Hiến pháp

### Sự ra đời
Nếu xét về mặt thuật ngữ "Hiến pháp" đã tồn tại rất lâu với ý nghĩa là xác định, quy định. Các Hoàng đế La Mã cổ đại dùng từ "Constitutio" để gọi các văn bản quy định của nhà nước. Từ "Hiến" được sử dụng trong Kinh Thi với ý nghĩa khuôn phép cho vua, chúa.
Luật Hiến pháp ra đời cùng với sự ra đời của Hiến pháp. Hiến pháp ra đời muộn so với các luật khác nhưng ngay từ khi xuất hiện nó bắt tất cả các văn bản khác phải suy tôn nó. Hiến pháp đầu tiên trên thế giới ra đời là Hiến pháp của Hợp chủng quốc Hoa Kỳ (1787). Qua nhiều lần sửa đổi, hiện nay hiến pháp Hoa Kỳ là một trong số hiến pháp hoàn thiện nhất trên thế giới với các bộ phận là Hiến pháp (1787) và các Tu chính án. Hiến pháp Hoa Kỳ gồm hai nội dung chính đó là: Sự phân chia quyền lực Nhà nước thông qua tổ chức hoạt động bộ máy Nhà nước và các quyền tự nhiên của con người. Mục đích của việc quy định hai nội dung trên là để giới hạn quyền lực Nhà nước và bảo vệ các quyền tự nhiên của con người tránh sự lạm quyền từ phía các cơ quan Nhà nước.

### Các giai đoạn phát triển của Luật Hiến pháp
- Giai đoạn thứ nhất:  Giai đoạn này được tính từ năm 1787 đến năm 1917. Đây là giai đoạn phát triển đầu tiên của Luật Hiến pháp với hai đặc điểm chủ yếu là: phạm vi các nước có Hiến pháp rất hẹp, chủ yếu là các nước có chính thể dân chủ hoặc quân chủ lập hiến như Hoa Kỳ, Anh, Pháp, Đức, Nhật Bản và hiến pháp trong giai đoạn này cũng chỉ quy định hai nội dung cơ bản là tổ chức bộ máy Nhà nước và một số quyền cơ bản của công dân (các quyền tự do, dân chủ), việc nghiên cứu, học tập về Luật Hiến pháp cũng chỉ nằm ở một phạm vi nhất định.
- Giai đoạn thứ hai:  Giai đoạn này được tính từ năm 1917 đến năm 1945. Sự phát triển của Luật Hiến pháp trong giai đoạn này có 2 đặc điểm là: Bên cạnh Luật Hiến pháp các nước theo hệ tư tưởng tư sản còn xuất hiện thêm Luật Hiến pháp của các nước theo chính thể Xã hội chủ nghĩa (do ảnh hưởng của cuộc Cách mạng Tháng Mười Nga năm 1917 và sự hình thành nhà nước Liên bang Cộng hòa Xã hội Chủ nghĩa Xô Viết (gọi tắt là Liên Xô). Luật Hiến pháp xã hội chủ nghĩa có 3 đặc trưng cơ bản là: Hiến pháp Xã hội chủ nghĩa có khuynh hướng mở rộng phạm vi điều chỉnh trong các lĩnh vực kinh tế, xã hội, văn hóa, Giáo dục; không thừa nhận sự phân chia quyền lực Nhà nước theo nguyên tắc "Tam quyền phân lập" của học giả người Pháp Montesquieu (tên thật là Charles-Louis de Secondat) mà áp dụng nguyên tắc tập quyền Xã hội chủ nghĩa; không thừa nhận khái niệm "Quyền tự nhiên" của con người mà thay vào đó là các "Quyền công dân".
- Giai đoạn thứ ba:  Giai đoạn này được tính từ năm 1946 đến năm 1989. Đây là giai đoạn mà Luật Hiến pháp bước đầu được toàn cầu hóa. Thời kỳ đánh dấu sự thắng lợi của phong trào đấu tranh giành độc lập của các nước Châu Phi kéo theo một loạt nhà nước dân chủ ra đời nên việc ban hành hiến pháp mang tính toàn cầu vì vậy Luật Hiến pháp cũng phát triển rộng rãi, việc nghiên cứu, học tập về Luật hiến pháp ngày càng được quan tâm.
- Giai đoạn thứ tư:  Giai đoạn này được tính từ năm 1990 đến nay. Giai đoạn này được đặc trưng bởi sự đa dạng trong đối tượng điều chỉnh của Luật Hiến pháp. Sau khi Liên Xô và các nước Xã hội Chủ nghĩa Đông Âu sụp đổ các nước theo chính thể Xã hội chủ nghĩa ở châu Á và Mĩ la tinh như Trung Quốc, Triều Tiên, Việt Nam, Cuba, Lào,…) vẫn nỗ lực theo đuổi con đường Xã hội chủ nghĩa thông qua hàng loạt cuộc cải cách, đổi mới và đã có những sự điều chỉnh Hiến pháp của mình cho phù hợp với tình hình mới. Nội dung của Hiến pháp ngày càng đa dạng hơn.[7]

### Xu hướng phát triển của Luật Hiến pháp
Kể từ khi bản Hiến pháp đầu tiên của nhân loại ra đời cho đến nay (Hiến pháp Hợp chúng quốc Hoa Kỳ năm 1787), lịch sử lập hiến của toàn thế giới đã có những bước phát triển vượt bậc gắn với sự phát triển của đời sống kinh tế chính trị của từng xã hội cụ thể. Theo Giáo sư B.A. Xtraun, nhà Hiến pháp học người Nga thì có ba xu thế phát triển cơ bản là: Xu thế xã hội hóa Hiến pháp nói riêng và Luật Hiến pháp nói chung, theo đó, các nước đều đưa những quan hệ về kinh tế, văn hóa - xã hội cơ bản cùng với những quan hệ chính trị truyền thống vào phạm vi đối tượng điều chỉnh của Hiến pháp. Xu thế dân chủ hóa Luật Hiến pháp, biểu hiện thông qua sự thay thế chế độ bầu cử hạn chế bằng chế độ bầu cử phổ thông, sự mở rộng các quyền tự do, dân chủ cá nhân, hình thức trưng cầu dân ý và các chế định dân chủ mới như tư pháp hành chính, giám sát hiến pháp.... Xu thế quốc tế hóa (hay toàn cầu hóa) Luật Hiến pháp, biểu hiện bằng mối quan hệ ngày càng chặt chẽ giữa Luật Hiến pháp của các nước và luật pháp quốc tế.

## Vị trí của Luật Hiến pháp trong hệ thống pháp luật
Trong hệ thống pháp luật của mỗi nước, Luật Hiến pháp giữ vị trí chủ đạo vì nó có đối tượng điều chỉnh đặc biệt và là cơ sở để liên kết các ngành Luật khác. Ví dụ: Luật Hiến pháp quy định cơ cấu tổ chức, nguyên tắc tổ chức và hoạt động của các cơ quan hành chính nhà nước, xác định nguyên tắc của mối quan hệ giữa công dân và nhà nước, đó chính là những nguyên tắc chủ đạo để xây dựng ngành luật hành chính, hay là Luật Hiến pháp xác lập những nguyên tắc cơ bản trong những quan hệ kinh tế, xác lập nền tảng cơ bản cho việc xây dựng ngành luật dân sự, thương mại, kinh tế...
Nói cách khác, đó là những quy định làm nền tảng cho các điều luật về tổ chức quyền lực nhà nước, quyền và nghĩa vụ cơ bản của công dân và mối liên hệ giữa nhà nước với xã hội dân sự trong mọi lĩnh vực của đời sống xã hội. Với nội dung như vậy, Luật Hiến pháp là ngành luật chủ đạo, làm cơ sở pháp lý cao nhất trong quốc gia, đề ra những quy tắc căn bản nhất, ban hành các loại văn bản quy phạm pháp luật cho các ngành luật khác.
Vị trí trung tâm của Luật Hiến pháp không có nghĩa là Luật Hiến pháp sẽ bao trùm và thống nhất tất cả các ngành luật. Luật Hiến pháp chỉ xác lập những nguyên tắc cơ bản cho các ngành luật khác. Luật Hiến pháp còn quy định cả trình tự, thông qua, sửa đổi quy phạm của các ngành luật khác.

## Đối tượng điều chỉnh và phương pháp điều chỉnh
Đối tượng điều chỉnh của Luật Hiến pháp là những quan hệ xã hội nảy sinh trong hoạt động của con người bao gồm những hoạt động phổ biến nhất, cơ bản và quan trọng nhất của Nhà nước và các quyền cơ bản của công dân. Phương pháp điều chỉnh của Luật Hiến pháp gồm 03 phương pháp cơ bản là phương pháp bắt buộc, phương pháp cho phép và phương pháp cấm.